# Borkenhäuschen im Park an der Ilm
Das Borkenhäuschen im Park an der Ilm steht in Weimar am Hang des linken Ilmufers auf einer steinernen, ovalen Bodenplatte. Die kleine ovale Hütte ist mit Fichten-Baumrinde verkleidet und trägt ein Kegeldach, das zeitweise mit Schindeln gedeckt war. 
Die Hütte gehörte zu einem als „Luisenkloster“ bezeichneten Arrangement, das Goethes 1778 zum Namenstag der Herzogin Luise von Sachsen-Weimar-Eisenach unter anderem als Theaterkulisse errichten ließ. 
Goethes Zeichnungen des dabei zur Aufführung gebrachten Schauspiels sind erhalten. Ebenso die Zeichnung An der Klause von Georg Melchior Kraus aus dem Jahr 1788.
Das Borkenhäuschen diente Herzog Carl August als Rückzugsort von den Staatsgeschäften. Es wurde auch Einsiedelei genannt und – von Kraus – als Klause bezeichnet. Anzunehmen ist, dass auch Goethe im vertrauten Gespräch mit dem Herzog hier weilte. Es entsprach dem romantischen Bedürfnis, im Geist von Jean Jacques Rousseau zur Natur zurückzukehren. Das Borkenhäuschen diente auch als Aufbewahrungsort für Requisiten und Kostüme. 
Das Louisenkloster befindet sich heute im Park an der Ilm, der abschnittsweise angelegt wurde. Ab Januar 1778 entstanden auf Initiative Goethes und vom Freitod der Christiane Henriette Sophie von Laßberg veranlasst die Felsentreppe mit Felsentor  beziehungsweise das Nadelöhr.
Das Häuschen wurde mehrfach erneuert und verändert. Bei der Rekonstruktion von 1960 erhielt es wieder seinen ursprünglich ovalen Grundriss.
In unmittelbarer Nähe befinden sich das Shakespeare-Denkmal von Otto Lessing und die künstliche Ruine. 
Ein ähnliches Objekt, die Mooshütte, befindet sich im Schlosspark von Belvedere.
Im Potsdamer Neuen Garten wurden rund zwanzig Jahre später die Borkenküche und die Eremitage errichtet. 
Das Borkenhäuschen steht auf der Liste der Kulturdenkmale in Weimar (Einzeldenkmale) und auch der Liste der Unesco-Denkmale in Weimar als Bestandteil des Parks an der Ilm.

Ansichten des Borkenhäuschens
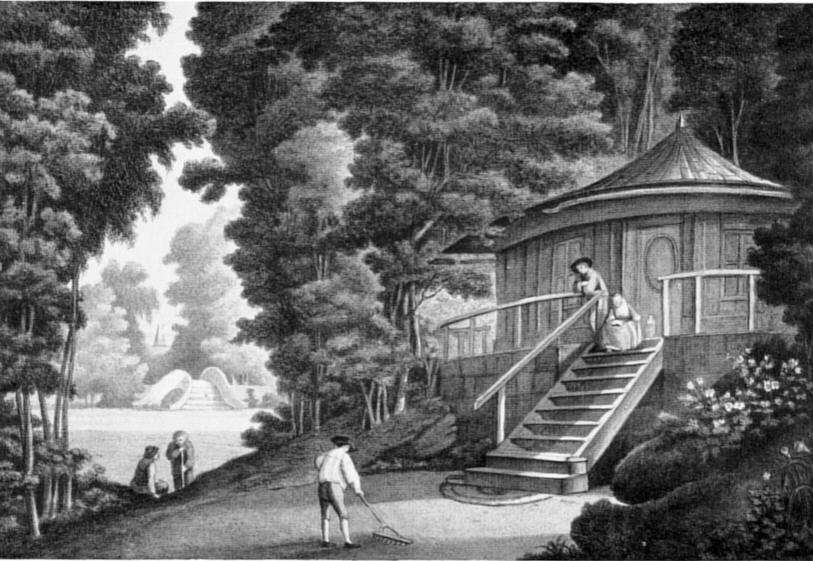
Georg Melchior Kraus: An der Klause
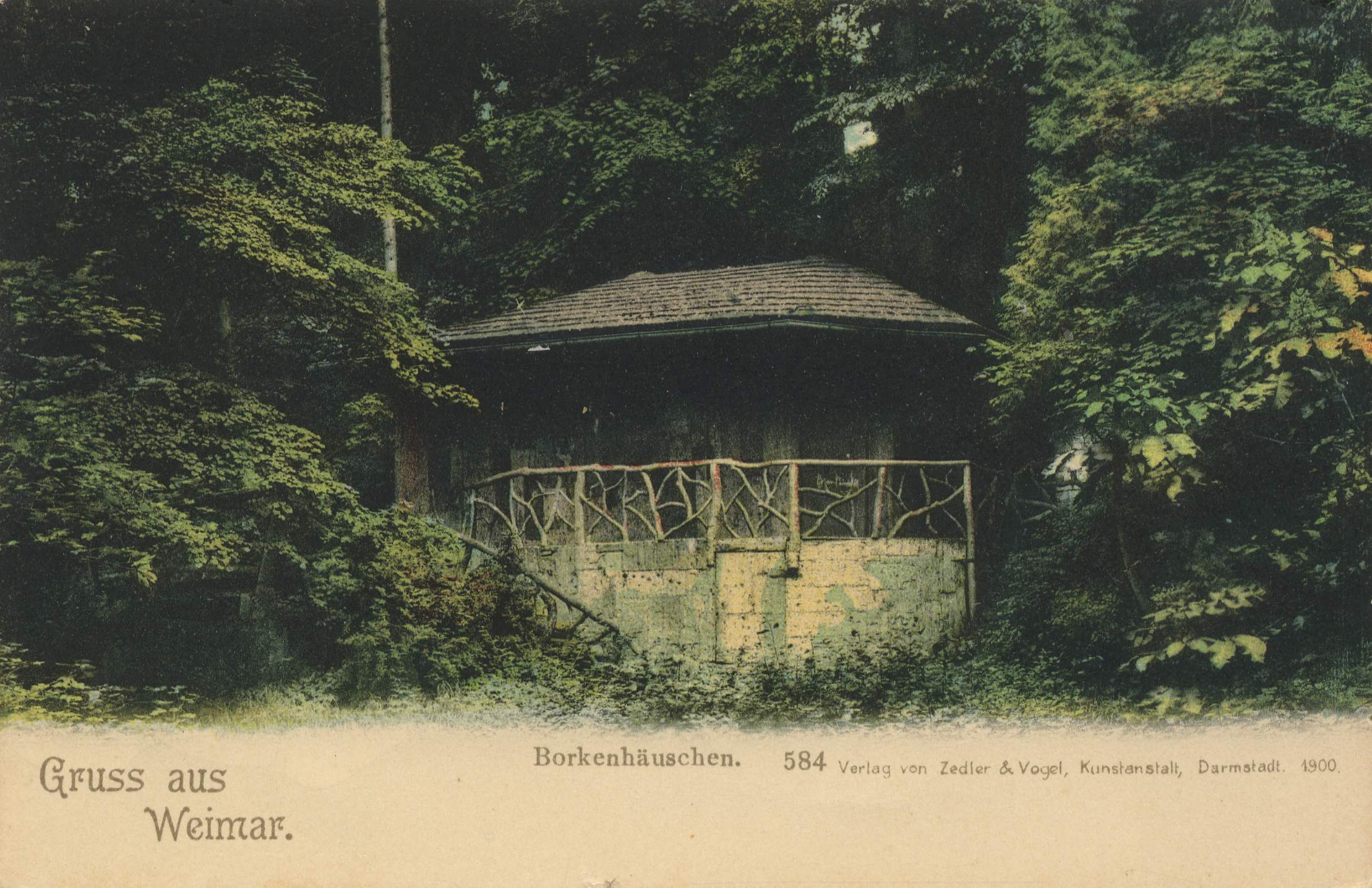
Borkenhäuschen mit Holzschindeln auf einer alten Ansichtskarte
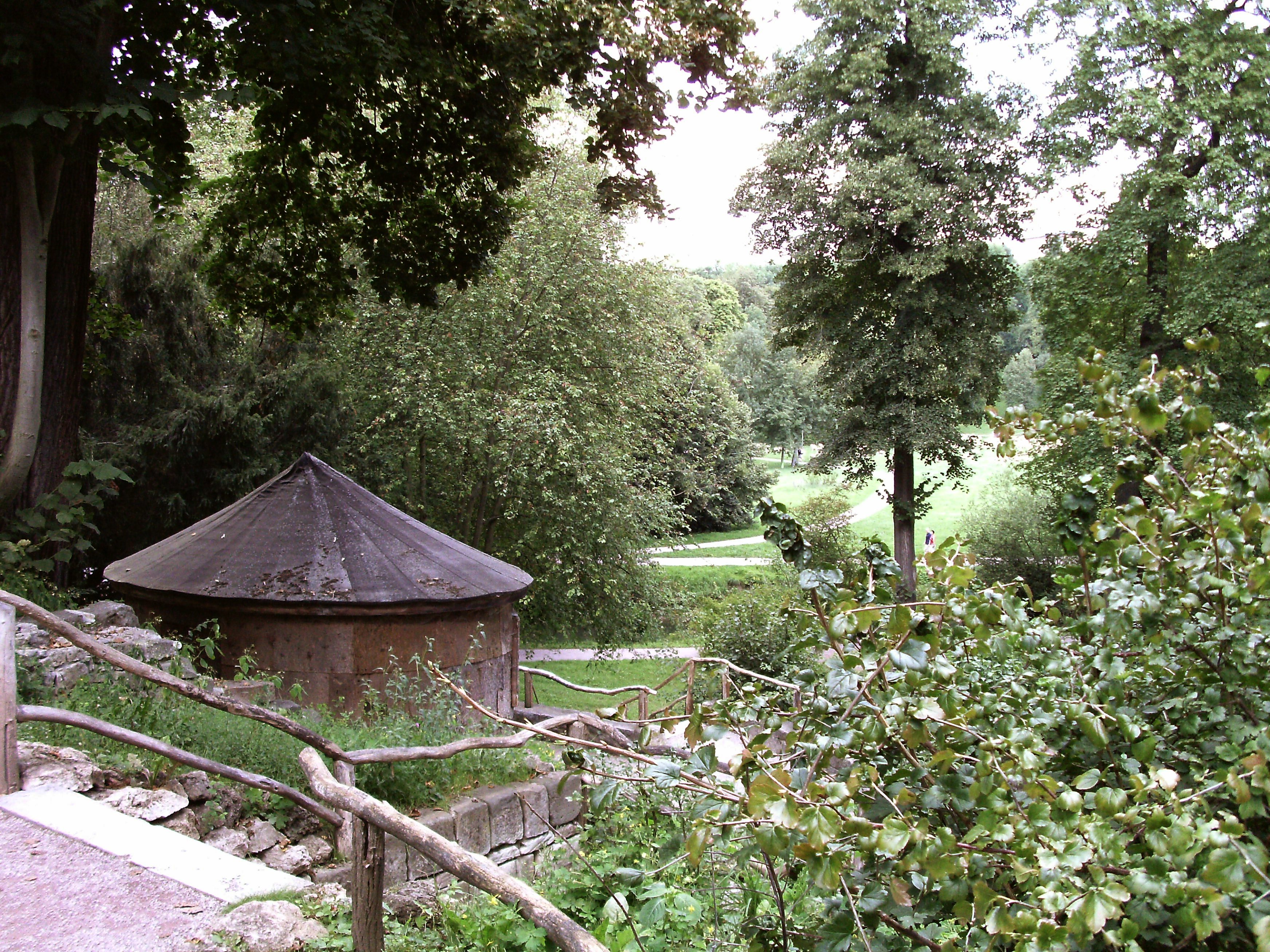
Borkenhäuschen im Park an der Ilm, 2011
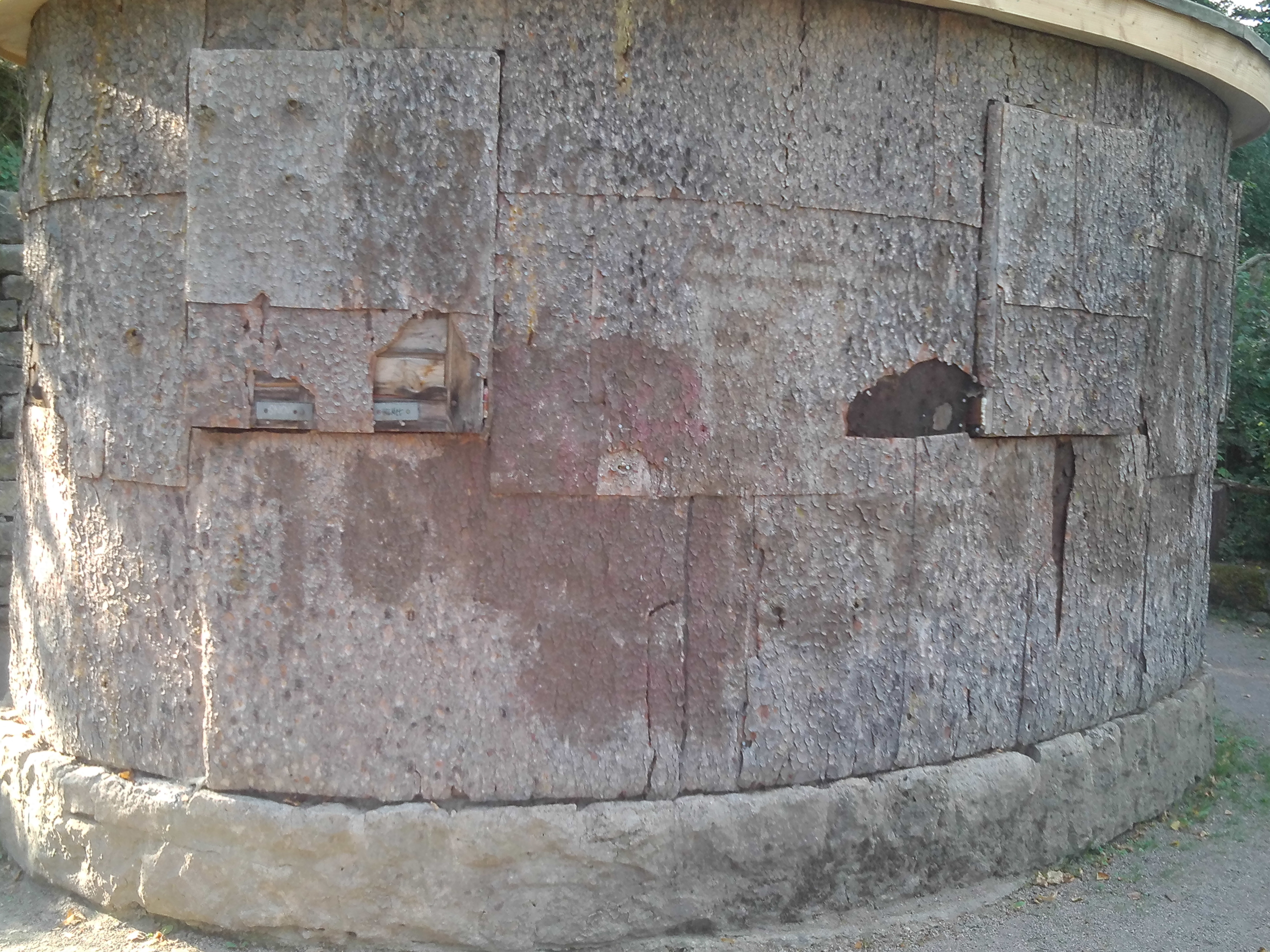
Borkenhäuschen auf steinerner Bodenplatte, vor der Erneuerung der Borken-Verkleidung, 2020
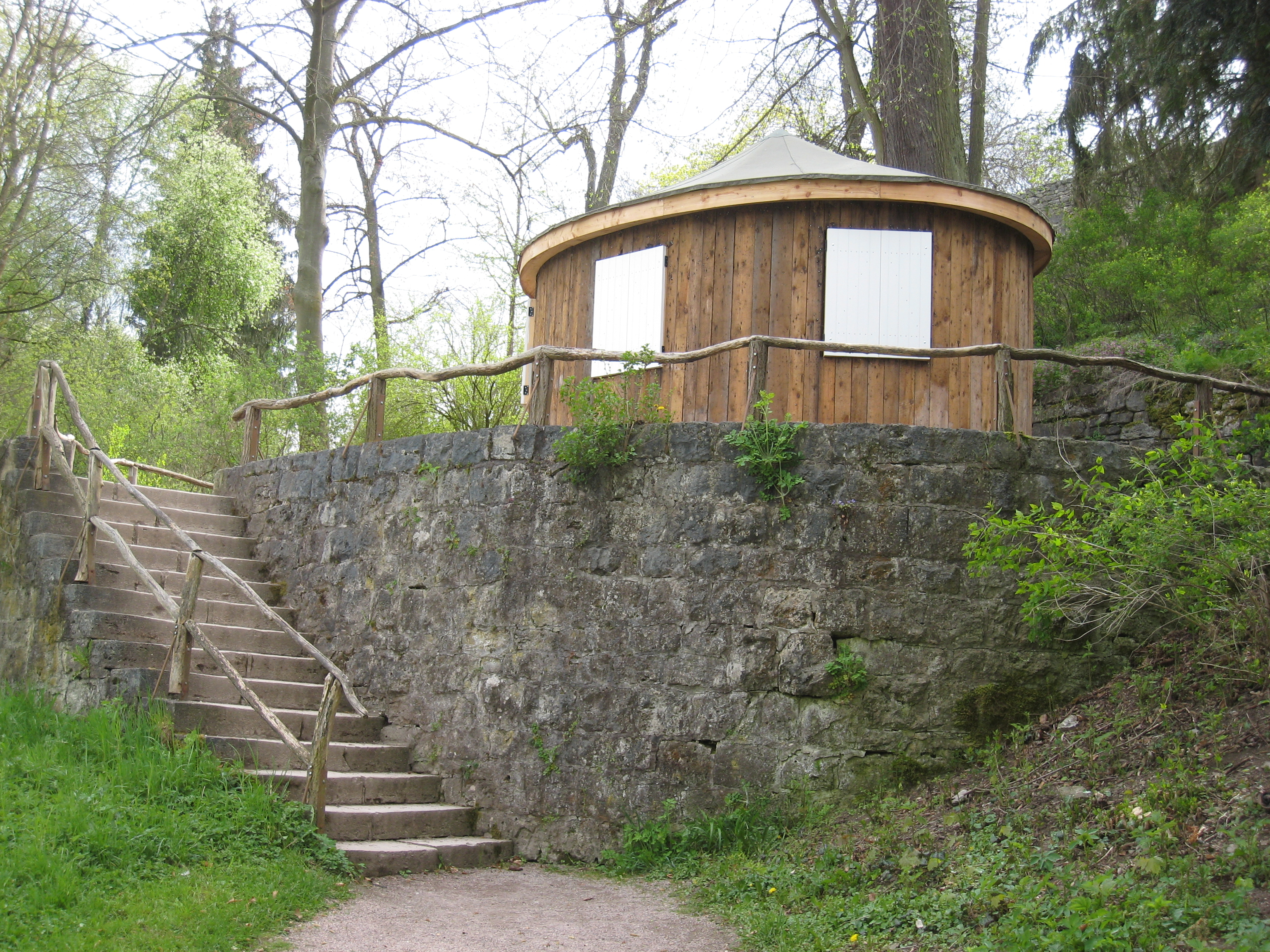
Ansicht vom Ilmpark aus während der Renovierung, 2021
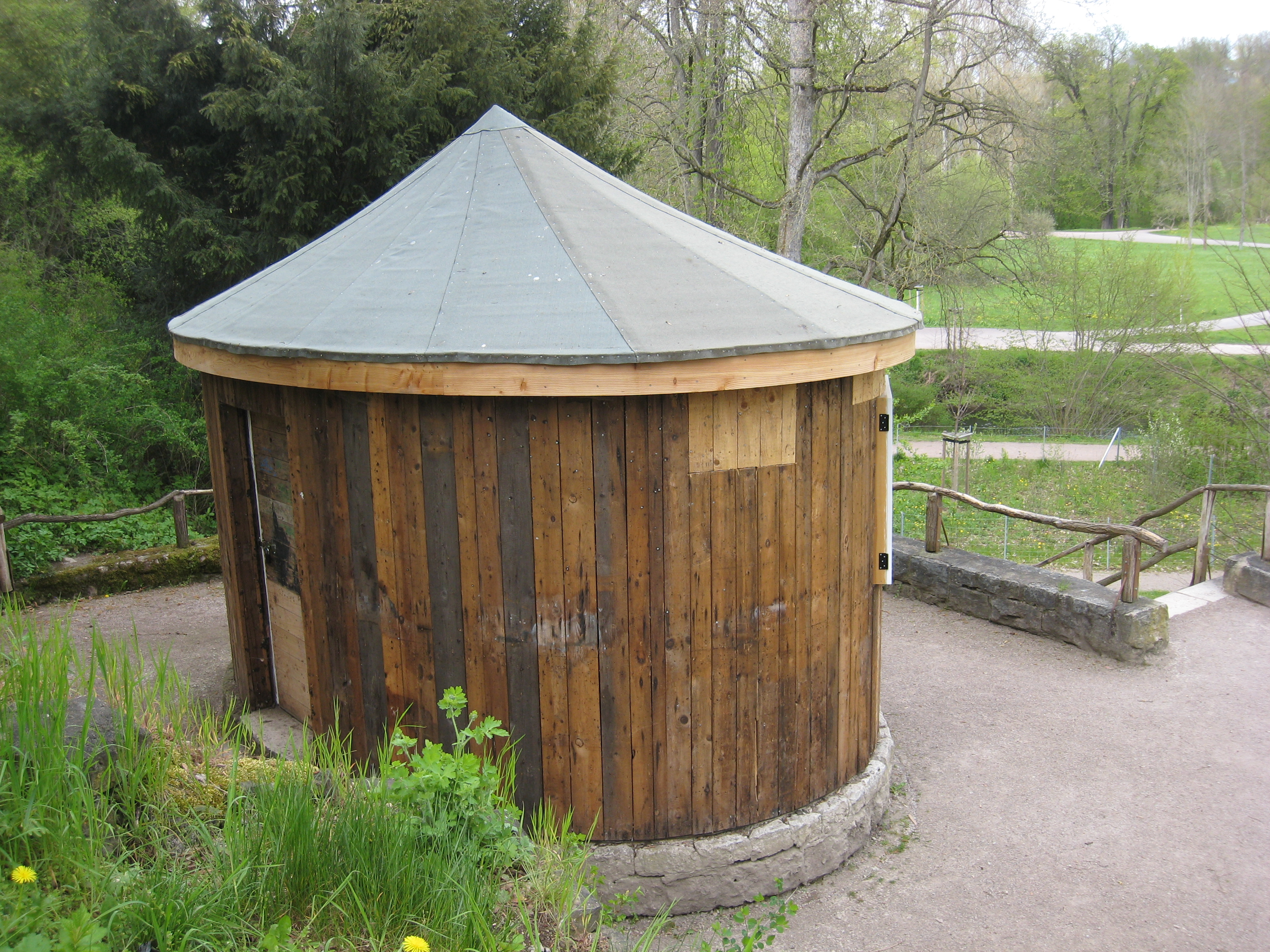
Borkenhäuschen während der Renovierung, 2021
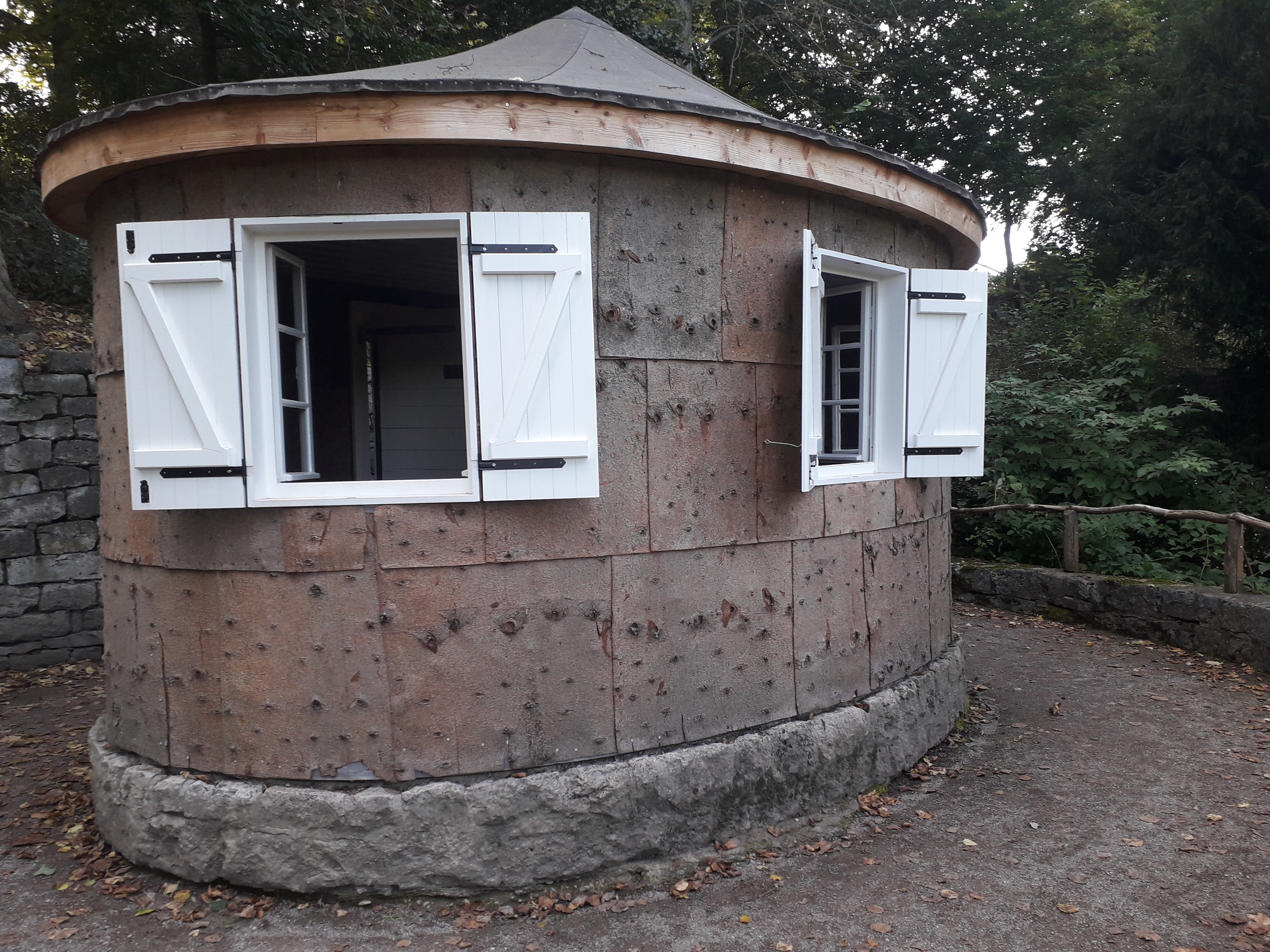
Borkenhäuschen mit neuer Fassade, 2021
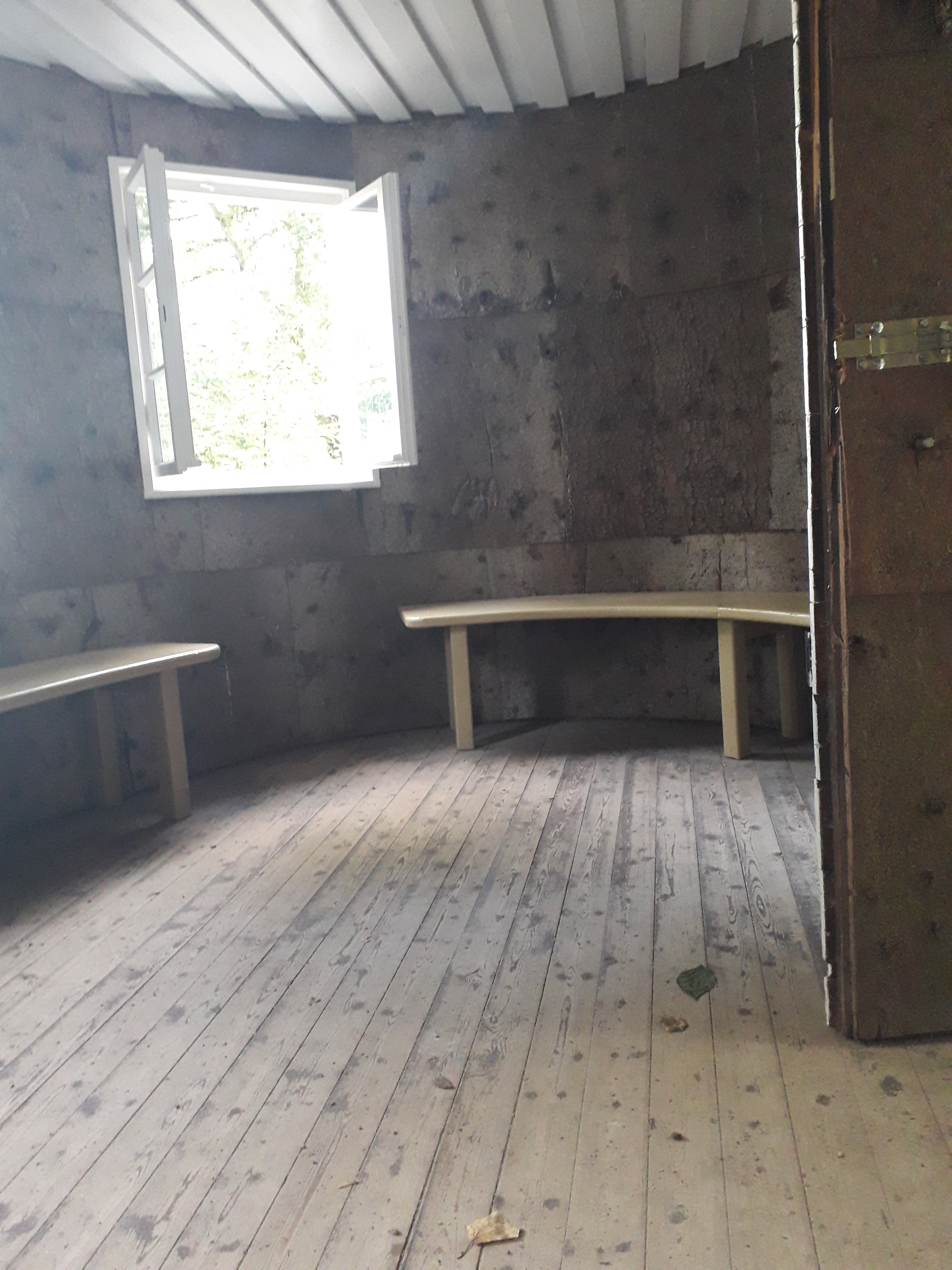
Borkenhäuschen nach der Erneuerung, innen, 2021